# Jean-François de La Porte d'Anglefort
Jean-François de La Porte, seigneur d'Anglefort, né le 12 juin 1749 à Anglefort, Ain, et décédé en décembre 1784, à Kaminiek, en Russie, est un militaire et aérostier français. 

## Biographie
Né le 12 juin 1749 à Anglefort, il est le premier fils de François-Joseph de La Porte d'Anglefort et de Jacqueline Carrely de Bassy.
Jean-François se faisait appeler comte d'Anglefort. Louis XV et Louis XVI ne lui ayant jamais octroyé de lettres patentes, ce titre semble vraisemblablement usurpé mais ce n'est pas l'avis de Victor Bizot, qui dans son livre atteste Jean-François comme comte.

### Carrière militaire
Il est d'abord officier dans l'artillerie. Le 14 mars 1778, il donne sa démission et devient capitaine, puis lieutenant-colonel dans le corps des volontaires du prince de Nassau-Siegen.
Il se distingue par son héroïsme lors des campagnes navales françaises dans la Manche.  Accompagné d'un corps de volontaires, il participe à une expédition navale française, destinée à prendre Jersey et Guernesey aux Anglais. De cette campagne qui dure du 21 avril 1779 au 25 juillet 1779, on ne retient que l'épisode de Cancale. Lors du combat naval de Cancale, Jean-François se distingue en prenant dans ses bras une bombe enflammée et en jetant à la mer une bombe qui était arrivée sur le pont d'un de ses bateaux : le Danae. Ce geste qui sauve l'équipage et le bateau, lui vaut d'être décoré de la croix de chevalier de Saint-Louis. De 1780 à 1783, il est  capitaine de la compagnie d'artillerie du bataillon auxiliaire de l'île de Ré  et en 1782, participe à l'expédition de Gibraltar menée par les Français .

### L'expérience de la montgolfière Le Flesselles à Lyon

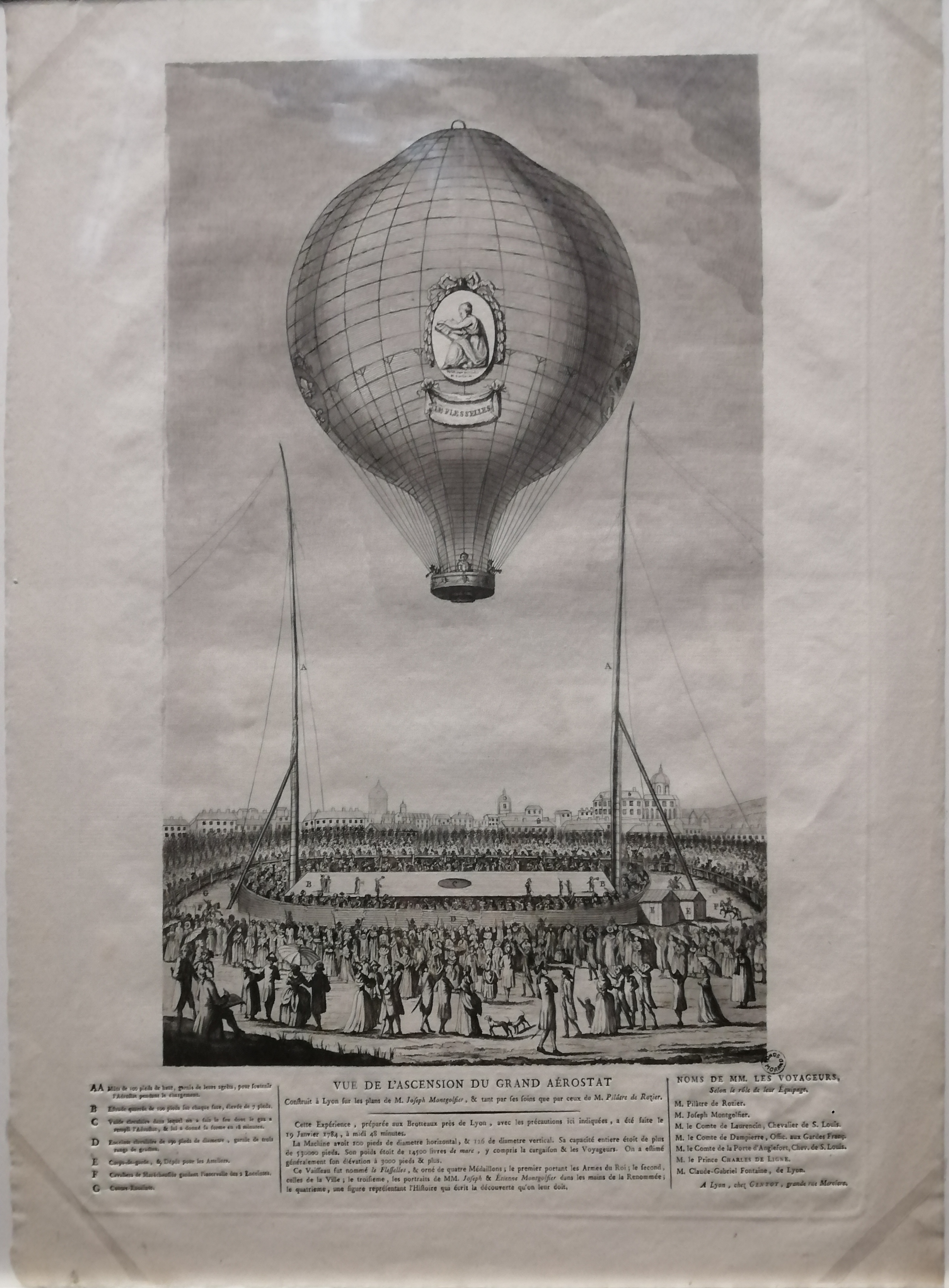
Ascension du ballon Le Flesselles, le 19 janvier 1784, à Lyon

Jean-François de La Porte accompagne Joseph Montgolfier et Pilâtre de Rozier dans le troisième vol en ballon, le 19 janvier 1784, à Lyon.
Jacques de Flesselles lance une souscription pour financer le projet de Joseph Montgolfier. Ce ballon est nommé en son honneur. 
La montgolfière est de proportions gigantesques 23 270 m3, 43 m. de haut, 35 m. de diamètre, elle pèse 7 tonnes. La construction est assurée par un ami de Joseph Montgolfier, Claude-Gabriel Fontaine, avec sous leurs ordres 150 tailleurs et couturiers. Jean-François Pilâtre de Rozier arrive à Lyon en décembre, appelé par Jacques de Flesselles et/ou recommandé par Étienne Montgolfier. Il estime que le ballon peut transporter des passagers, alors trente à quarante personnes se font inscrire pour être du nombre des voyageurs. Parmi les six passagers élus, se trouve Jean François de Laporte d'Anglefort.
Les essais captifs ont lieu dès le 7 janvier 1784. Le ballon souffre du froid, de l'humidité, il prend feu et doit être réparé, De plus, du fait de sa taille, le gonflement est  délicat. Le 19 janvier, se rassemble une foule que certains estiment à 100 000 personnes, ce qui semble exagéré. Sept passagers prennent place à bord du Flesselles : Joseph Montgolfier dont c'est le seul et unique vol, le pilote  Pilâtre de Rozier, le comte de Laurencin qui est le principal mécène, le comte de Dampierre, le marquis de Laporte d'Anglefort, le prince Charles de Ligne, fils aîné du prince de Ligne  et Claude-Gabriel Fontaine (qui embarque alors qu'il n'était pas prévu). Le ballon est surchargé.  Au bout de seize minutes de vol, le vent change et ramène le ballon au point de départ. C'est alors qu'une déchirure apparaît au sommet, le ballon perd rapidement de l'altitude et atterrit brutalement à une centaine de mètres de son point de départ. Les voyageurs sont choqués mais indemnes, ce qui n'est pas le cas du ballon à moitié brûlé qui est irrécupérable. Plusieurs estampes relatent cet événement.

### La mort
Jean-François de La Porte d'Anglefort meurt le 4 août 1784 d'une manière tragique. L'événement est relaté dans le Mercure de France. Lors d'une reconnaissance du fleuve Dniestr avec son ami le prince de Nassau, ils sont invités à se reposer chez le seigneur local de Kaminiek. Le lendemain matin, le comte d'Anglefort décide de partir plus tôt que son ami, pour vérifier l'état du navire avec lequel ils naviguent. Il s'égare et son absence est remarquée, le seigneur de Kaminiec fait battre la campagne par ses soldats cosaques. Les cosaques le retrouvent finalement, mais le comte ne comprenant pas leur langue, se sauve, persuadé de faire face à des voleurs. Il tente, pour leur échapper, de traverser le Dniestr à la nage mais épuisé, se noie. Selon le Journal Politique, il serait mort des suites d'une dispute avec des nobles polonais.